# LGM Group
Pour les articles homonymes, voir LGM.
LGM Group, ou encore le Groupe LGM est une entreprise française de management et d'ingénierie,.
En 2019, le Groupe LGM génère un chiffre d’affaires de 125 millions d’euros. En 2020, le Groupe LGM emploie 1350 salariés dont 1200 en France. Depuis le 26 août 2008, l’entreprise est dirigée par Eric de Tocqueville (président) et Frank Weiser (directeur général).

## Histoire
La société LGM Consultants est créée en 1991 par deux centraliens : Frank Weiser et Eric de Tocqueville,.
LGM reste une petite société pendant ses premières années, puis est rejointe en 1996 par un troisième associé Michel Monteillard. Elle se met à croître rapidement et ouvre plusieurs bureaux en France.
En 2003, LGM Consultants devient LGM.
En 2007, LGM crée sa filiale LGM Ingénierie.
LGM Group plus communément appelé le Groupe LGM est créé en 2008, un groupe international auquel lui seront rattachées ses différentes filiales, dont LGM. En 2009, est créé LGM Pharma,, puis en 2010, LGM Process.
La société réalise deux premières opérations de croissance externe en 2012 avec le rachat de NMJ, un spécialiste de la documentation technique, et de Serlog, spécialiste de la qualité logicielle,. En novembre 2018, le Groupe LGM annonce le rachat de la branche ALM (Application Lifecycle Management) de la société Toulousaine Prometil.
En 2017, NMJ devient LGM Digital, afin de traduire l’évolution technologique de ses offres.
En parallèle, LGM s'internationalise. LGM ouvre un premier bureau à l'étranger en 2005 dans les Pays-Bas, puis un autre en 2006 près d'Aix-la-Chapelle en Allemagne, du fait de la présence de l'Otan, qui est l'un de ses clients.
Cela est suivi par l'ouverture de trois nouveaux sites à l’international en 2008 :  Bristol en Grande-Bretagne, Barcelone en Espagne et Munich en Allemagne. Puis elle ouvre un bureau à Shanghai en Chine, pour l'industrie automobile.
En 2012, un bureau ouvre en Belgique, en 2013 un autre au Canada et en 2014 un en Inde.
LGM North America ouvre à Pittsburgh aux États-Unis en 2017.
Afin de se rapprocher de son client le CNES, LGM ouvre une filiale en Guyane à Kourou en 2018 et une filiale en Australie en 2020 pour se rapprocher de son client Naval Group.
Le chiffre d'affaires du Groupe LGM passe ainsi de 43 millions d'euros en 2011 à 60 millions en 2012, puis à 83 millions en 2016, 95 millions en 2017, à 110 millions d'euros en 2018 et 125 millions d'euros en 2019. Du fait de cette forte croissance, le Groupe LGM compte en 2020 plus de 1350 salariés dont 1200 salariés en France et apparaît souvent dans les palmarès des entreprises qui recrutent le plus en France,.
En 2015, le Groupe LGM est à la 64e place du nouveau classement de L'Express sur « le top 100 des entreprises françaises les plus rentables ».
En 2021, le Groupe LGM rachète la société ARELIS, spécialiste microélectronique et hyperfréquence, société de 130 personnes sur deux sites Saint-Aubin Lès Elbeuf (76) et Marville (55). Cette acquisition vient renforcer le pôle d'ingénierie électronique du Groupe LGM et renforce son positionnement de spécialiste auprès des grands industriels ,,,

## Positionnement

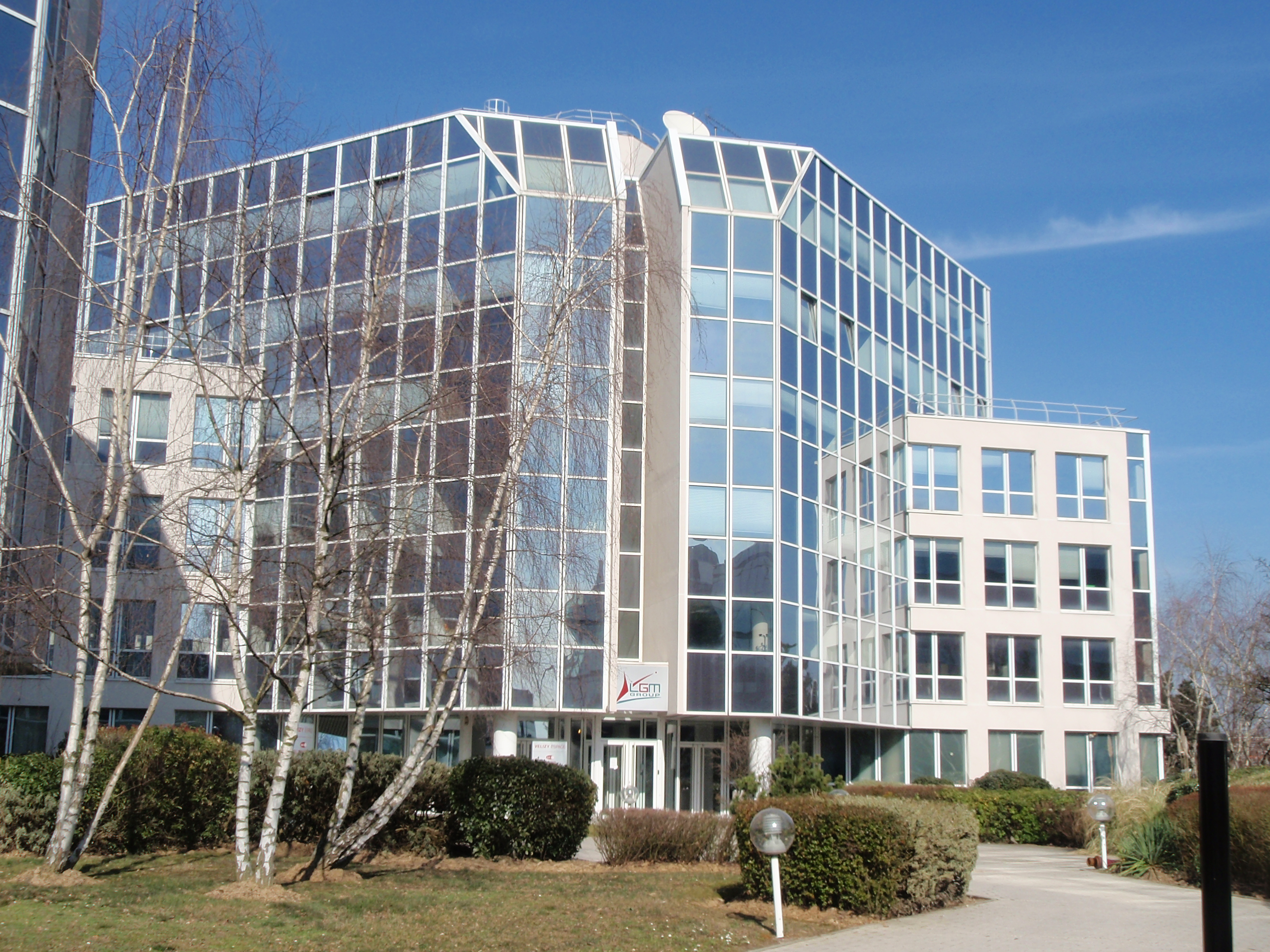
Siège du Groupe LGM

L'entreprise travaille dans des secteurs d’industrie à forte technologie : aéronautique, spatial, ferroviaire, automobile, naval, énergie, nucléaire, militaire-terrestre, installations industrielles, pharmacie.
Le groupe LGM est constitué de nombreuses filiales, dont LGM, LGM Ingénierie et LGM Digital. LGM vend des activités de conseil, d'assistance technique et de formation dans le management de programme, de la qualité et de l’organisation industrielle, le soutien logistique intégré, le maintien en condition opérationnelle, la sûreté de fonctionnement, l’ingénierie des systèmes critiques. LGM Ingénierie, et maintenant Arelis, renforce le position du groupe dans les métiers d’ingénierie électronique et logiciel. LGM Digital s'est spécialisée dans quatre domaines : la documentation technique, la formation, la communication et la numérisation des opérations.